# Bojan Križaj
Bojan Križaj (Kranj, 3 gennaio 1957) è un ex sciatore alpino sloveno che gareggiò per la nazionale jugoslava, vincitore della Coppa del Mondo di slalom speciale nel 1987.

## Biografia
Križaj fa parte di una nota famiglia slovena di sciatori originaria di Tržič e iniziò a sciare all'età di tre anni.

### Stagioni 1974-1979
Specialista delle prove tecniche, debuttò in campo internazionale diciassettenne ai Mondiali di Sankt Moritz 1974, dove si classificò 13º nello slalom speciale, e l'anno dopo nella medesima specialità vinse la medaglia d'oro agli Europei juniores di Mayrhofen 1975.
Ai XII Giochi olimpici invernali di Innsbruck 1976, sua prima presenza olimpica, fu 18º nello slalom gigante e non concluse lo slalom speciale; nella stagione 1976-1977 conquistò i primi punti in Coppa del Mondo, piazzandosi varie volte tra i primi quindici sia in slalom gigante sia in slalom speciale (la prima il 10 dicembre a Val-d'Isère, quando fu 10º in slalom gigante). Colse il primo podio in Coppa del Mondo all'inizio della stagione 1977-1978, a Madonna di Campiglio il 13 dicembre (3º in slalom speciale); nella stagione 1978-1979 fu 3º nella classifica finale dello slalom gigante.

### Stagioni 1980-1985
Il 20 gennaio 1980 conquistò la prima vittoria in Coppa del Mondo per la Jugoslavia a Wengen, in slalom speciale; a questa seguirono altre sette vittorie in carriera, che lo resero lo sciatore sloveno più vittorioso nel massimo circuito internazionale maschile, e ai successivi XIII Giochi olimpici invernali di Lake Placid 1980, dopo essere stato portabandiera della Jugoslavia durante la cerimonia di apertura, ottenne il 4º posto nello slalom gigante, mancando la medaglia bronzo per soli due centesimi di secondo, e non completò lo slalom speciale. Alla fine di quella stagione 1979-1980 in Coppa del Mondo risultò 4º nella classifica generale e 2º in quella di slalom speciale, superato dal vincitore Ingemar Stenmark di 37 punti.
Anche nella stagione 1980-1981 salì sul podio della classifica finale dello slalom speciale in Coppa del Mondo, questa volta al 3º posto; l'anno dopo, ai Mondiali di Schladming 1982, vinse la medaglia d'argento nello slalom speciale vinto da Stenmark e fu 7º nello slalom gigante. Due anni più tardi prestò il giuramento olimpico a nome di tutti gli atleti partecipanti nel corso della cerimonia di apertura dei XIV Giochi olimpici invernali di Sarajevo 1984; nonostante le grandi aspettative di tutto il pubblico jugoslavo giunse 9º nello slalom gigante e 7º nello slalom speciale, molto meno di quanto ci si attendesse, ma la sua prestazione deludente venne compensata dall'argento vinto da Jure Franko, la prima medaglia olimpica per la Jugoslavia ai Giochi olimpici invernali. L'anno dopo, ai Mondiali di Bormio 1985, fu 8º nello slalom gigante e 5º nello slalom speciale.

### Stagioni 1986-1988
Dopo aver nuovamente chiuso al 2º posto nella classifica di slalom speciale nella stagione 1985-1986 (con 25 punti in meno di Rok Petrovič), nella successiva stagione 1986-1987, grazie anche a cinque podi con due vittorie (tra cui quella del 25 gennaio sulla Ganslern di Kitzbühel, che fu l'ultima della sua carriera), si guadagnò la coppa di cristallo riservata al miglior slalomista con 9 punti di margine su Stenmark; fu l'unica in quella stagione a non essere vinta da Pirmin Zurbriggen. Nella stessa stagione prese parte per l'ultima volta a una rassegna iridata e a Crans-Montana 1987 fu 6º nello slalom speciale.
All'inizio della stagione 1987-1988 colse il suo ultimo podio, nonché ultimo piazzamento di rilievo, in Coppa del Mondo, classificandosi 3º nello slalom speciale di Madonna di Campiglio del 16 dicembre. Križaj avrebbe dovuto gareggiare anche ai XV Giochi olimpici invernali di Calgary 1988, ma si infortunò pochi giorni prima dell'inizio dei Giochi; fu tuttavia, per la seconda volta, portabandiera della Jugoslavia durante la cerimonia di apertura. Chiuse la carriera in occasione delle finali di Coppa del Mondo di quell'anno, disputate a Saalbach-Hinterglemm, dove si tolse gli sci appena prima dell'arrivo attraversando a piedi la linea del traguardo.

## Palmarès

### Mondiali
- 1 medaglia:
  - 1 argento (slalom speciale a Schladming 1982)

### Europei juniores
- 1 medaglia[2]:
  - 1 oro (slalom speciale a Mayrhofen 1975)

### Coppa del Mondo
- Miglior piazzamento in classifica generale: 4º nel 1980
- Vincitore della Coppa del Mondo di slalom speciale nel 1987
- 33 podi:
  - 8 vittorie (tutte in slalom speciale)
  - 12 secondi posti
  - 13 terzi posti

#### Coppa del Mondo - vittorie
| Data             | Località             | Paese      | Specialità |
| ---------------- | -------------------- | ---------- | ---------- |
| 20 gennaio 1980  | Wengen               | Svizzera   | SL         |
| 25 gennaio 1981  | Wengen               | Svizzera   | SL         |
| 20 marzo 1982    | Kranjska Gora        | Jugoslavia | SL         |
| 12 febbraio 1983 | Le Markstein         | Francia    | SL         |
| 16 dicembre 1984 | Madonna di Campiglio | Italia     | SL         |
| 21 marzo 1986    | Bromont              | Canada     | SL         |
| 20 dicembre 1986 | Kranjska Gora        | Jugoslavia | SL         |
| 25 gennaio 1987  | Kitzbühel            | Austria    | SL         |

Legenda:

SL = slalom speciale

### Campionati jugoslavi
- 13 medaglie (dati parziali)[1]:
  - 12 ori (slalom speciale nel 1977; slalom gigante, slalom speciale nel 1978; slalom gigante, slalom speciale nel 1979; slalom speciale nel 1980; slalom speciale, combinata nel 1981; slalom speciale nel 1982; slalom speciale nel 1983; slalom speciale nel 1984; slalom speciale nel 1986)
  - 1 bronzo (slalom speciale nel 1987)